# Schlacht von Dyrrhachium
Massilia – Ilerda – Utica – Bagradas – Dyrrhachium – Pharsalos – Nil – Ruspina – Thapsus – Munda
Die Schlacht von Dyrrhachium am 10. Juli 48 v. Chr. war eine aus einer ganzen Reihe von Treffen zwischen Caesar und Pompeius, die mit Pompeius’ Niederlage in der Schlacht von Pharsalos einen Monat später endeten. In Dyrrhachium hingegen konnte Caesar nur knapp einer militärischen Katastrophe entgehen.

## Vorgeschichte

### Ausbruch des Bürgerkriegs zwischen Caesar und Pompeius
Am 10. Januar 49 v. Chr. überschritt Caesar den bis dahin unbedeutenden Grenzfluss Rubikon, der Italien von der Provinz Gallia cisalpina trennte, und begann den Bürgerkrieg. In Eilmärschen rückte er nach Rom vor, das von Pompeius und dem größten Teil des Senats geräumt wurde, da es keine Aussichten auf Erfolg in Italien gab. Pompeius floh mit seinen Anhängern nach Griechenland, um dort den weiteren Widerstand gegen Caesar zu organisieren.
Caesar eroberte, da er wegen fehlender Schiffe Pompeius nicht folgen konnte, Hispanien und Sizilien und organisierte den Bau einer Flotte, um Pompeius nach Griechenland zu folgen.
Caesar handelte schnell: Nachdem sich Pompeius und die gegnerischen Senatoren mit ihren Legionen nach Griechenland zurückgezogen hatten, besiegte er in den folgenden Monaten die beiden Legaten des Pompeius, Afranius und Petreius, in Spanien. Nachdem er die Verhältnisse in Italien und in Rom geordnet hatte, stand er Ende Dezember 49 v. Chr. wieder bei Brundisium. Dorthin hatte er 12 Legionen und seine gesamte Reiterei beordert, um mit ihnen über die Adria nach Griechenland zu setzen. Jedoch standen ihm für das Verschiffen seiner Truppen lediglich nicht für den Kampf ausgelegte Transportschiffe zur Verfügung. Allein dieser Umstand verhinderte letztlich eine schnelle Beendigung des Krieges.
Ein weiteres Problem bestand für Caesar darin, dass seine Legionen stark dezimiert und erschöpft waren. Die Klimawechsel zwischen Gallien, Spanien und Italien, der ungesunde und nasse Herbst und Winter in Italien und letztlich der lange und zügige Marsch von Spanien nach Brundisium forderten ihren Tribut.
Pompeius dagegen hatte über ein halbes Jahr Zeit, sich auf die Ankunft Caesars vorzubereiten, Truppen zu rekrutieren und diese auszubilden. Das einzige Manko bestand in der Unerfahrenheit der Truppen. Nur die beiden Legionen, die Caesar ihm 50 v. Chr. hatte zurückgeben bzw. abtreten müssen, eine Veteranenlegion aus Cilicien und die Überreste der spanischen Legionen, hatten Kampferfahrung.
Seine Rekrutierungen und die engen Beziehungen im Osten aus seinen früheren Feldzügen hatten ihm zusätzlich eine große Flotte eingebracht. Diese unterstand dem Befehl von Marcus Calpurnius Bibulus, dem alten Feind Caesars. Somit hatten die Republikaner die Seehoheit und blockierten Brundisium und die Adria.

### Über die Adria
Es war die Wintersonnenwende und niemand erwartete, dass Caesar versuchen würde, den Ionischen Golf bei diesem schlechten Wetter zu kreuzen. Er jedoch wog die Vorteile von Geschwindigkeit und Überraschung gegen Besonnenheit und Sicherheit ab. Am 4. Januar 48 v. Chr. änderte sich der Wind, und seine kleine Flotte stach in See.
Da man keine Ahnung hatte, wie stark die Hafenstädte Westgriechenlands gesichert waren, steuerte man den kleinen Hafen Palaeste (Palissa) an, der nördlich des heutigen Dhërmi vermutet wird. Die sieben unterbemannten Legionen und die 500 Reiter schifften dort aus. Sofort schickte Caesar die Transportschiffe unter dem Befehl des Calenus zurück nach Brundisium, in der Hoffnung, dass Marcus Antonius mit den restlichen Truppen umgehend nachfolgen würde. Doch die Flotte geriet auf der Rückfahrt in schweres Wetter, und ungünstige Winde trieben einige der Schiffe in die Arme der Flotte des Bibulus, der ziemlich verärgert darüber war, dass Caesar ihm entkommen war. Seine Wut ließ er an der gegnerischen Flotte aus. So erreichte nur ein Teil der Schiffe Brundisium.
Caesar selbst schickte einen gefangenen Reiterpräfekten, Vibullius Rufus, mit einem Friedensangebot zu Pompeius. Der Inhalt lautete sinngemäß, dass beide Seiten in den vergangenen Monaten genug Verluste römischer Soldaten hatten hinnehmen müssen – Pompeius hatte ca. 130 Kohorten in Spanien und Italien verloren, und Caesar hatte Curio und dessen Legionen in Africa und Gaius Antonius in Illyrien verloren – und man die Waffen niederlegen solle, um friedlich eine Einigung zu finden.
Dieser Schritt ist jedoch mehr als ein taktischer Zug anzusehen. Es sieht nach Verlegenheit aus, mit einem zahlenmäßig weit unterlegenen Heer, von seinem Nachschub und den Verstärkungen abgeschnitten, einen solchen Vorschlag zu unterbreiten. Doch ist der politische Nutzen für Caesar unbestreitbar. Denn bei einem Übereinkommen hätte er als der Friedensstifter gegolten, und bei einer Absage hatte wiederum er einen Schritt zur Verständigung versucht.

### Eroberung von Epirus
Trotz dieses diplomatischen Versuches blieb Caesar nicht in Epirus, um auf Antonius zu warten, sondern marschierte Richtung Apollonia und zu dem noch weiter nördlich liegenden Dyrrhachium, dem größten Depot und Arsenal der pompeianischen Truppen in Westgriechenland. Pompeius, nun von Caesars Landung informiert und überrascht, trieb seine Truppen ebenfalls in Gewaltmärschen nach Dyrrhachium.
Die erste Stadt auf Caesars Weg, Oricum, öffnete Caesar die Tore. Diesem Beispiel folgten dann auch Apollonia und anschließend ganz Epirus. Pompeius, der Tag und Nacht marschieren ließ, erreichte Dyrrhachium als erster. Doch glich sein Gewaltmarsch schon einer panischen Flucht, es kam zu Desertionen, und viele erschöpfte Soldaten blieben zurück. Titus Labienus übernahm es mit seiner bekannten Härte und Grausamkeit, die Disziplin im Heer wiederherzustellen.
Caesar zog sich nach Apollonia zurück und errichtete an den Ufern des Flusses Apsus sein Lager. So konnte er die epirischen Städte schützen, die zu ihm übergelaufen waren, und die Ankunft seiner restlichen Truppen abwarten. Pompeius marschierte ihm nach und errichtete am gegenüberliegenden Ufer sein Lager. Aufgrund der Nähe der beiden Lager kam es in den folgenden Wochen zu gruppenweisen Verständigungen und Verbrüderungen, und die Hoffnungen auf Friedensverhandlungen stiegen bei den Soldaten auf beiden Seiten. Doch wieder einmal Labienus provozierte einen blutigen Zwischenfall und sorgte für eine Abschirmung der republikanischen Truppen.

### Seeblockade
Der erste Versuch von Antonius und Calenus, die Truppen überzusetzen, schlug fehl, doch hatten sie keinerlei Verluste zu verzeichnen.
Bibulus hatte das Problem, zwar Caesar und seine Verstärkungen vom Meer fernzuhalten, aber selbst keine Anlaufpunkte in dieser Region zu haben, an denen er Wasser und Holz nachladen konnte. Die Wochen waren für seine Flotte ziemlich hart, denn nicht immer konnte Nachschub per Schiff herangeschafft werden, und die Vorräte waren aufgebraucht. Bibulus, der sich während der Prätur und dem Konsulat als Caesars Partner immer durch Unfähigkeit ausgezeichnet hatte – hier schien er seine Bestimmung gefunden zu haben. Doch wieder einmal kam Caesar das Glück zu Hilfe. Bibulus erkrankte und starb.
Sein Nachfolger Libo gab es auf, die verschiedenen Anlaufpunkte an der griechischen Küste zu überwachen, und blockierte stattdessen Brundisium direkt. Er wurde von Antonius aber in einen Hinterhalt gelockt und verlor einen großen Teil seiner Flotte. So musste er sich zurückziehen, und der Weg für Calenus und Antonius war frei.
Antonius’ Flotte geriet aber in ungünstige Winde und trieb an Apollonia und Dyrrhachium vorbei. Da man Sturm und die feindliche Flotte fürchtete, steuerte man den nächstmöglich erreichbaren Hafen an: Nymphaeum, bei Lissus nördlich von Dyrrhachium.
Antonius landete drei Veteranenlegionen und eine Rekrutenlegion sowie 800 Reiter an. Die Pompeianer setzten bei der Verfolgung 16 Schiffe gegen die Felsen, bei Antonius kamen nur zwei Schiffe vom Kurs ab und strandeten in der Nähe von Lissus, eines mit etwa 220 Rekruten und das zweite mit etwa 200 Veteranen. Die Rekruten ergaben sich der Garnison und wurden trotzdem hingerichtet, worauf die Veteranen sich erfolgreich verteidigten und zu Antonius aufschlossen. Lissus wurde Antonius von der römischen Bürgerschaft übergeben, welche die Hinrichtung verurteilte und Caesar aus der Vergangenheit zu Dank verpflichtet war.

### Vereinigung mit Antonius
Caesar und Pompeius erfuhren etwa zur selben Zeit von der Landung des Antonius. Nun begann der Wettlauf von neuem. Zwar hatten sie die Schiffe vorbeisegeln sehen, doch wussten sie beide nicht, ob und wo sie gelandet waren.
Nun hatten sie beide ihren Plan: Caesar wollte und musste sich mit Antonius vereinigen, und Pompeius wollte ebendieses verhindern und die Verstärkung angreifen und vernichten.
Pompeius, der den Apsus nicht überqueren musste, war wieder schneller und lauerte mit seinem Heer dem Antonius auf. Doch war dieser durch die Griechen gewarnt worden und ging ihm nicht in die Falle. Stattdessen nahm er Kontakt zu dem heranrückenden Caesar auf, der am folgenden Tag eintraf.
Pompeius rückte sofort ab, da er befürchtete, dass ihn diese beiden Heere in seiner Position einschließen und von allem Nachschub abschneiden würden.
Bemerkenswert ist, dass Pompeius mit einer zahlenmäßig weit überlegenen Armee keinen Angriff auf den ihm nachfolgenden Caesar oder direkt auf Antonius wagte, bevor diese sich vereinigen konnten.
Auch danach behielt er diesen Trumpf weiter, zusätzlich zu der dramatischen Versorgungsknappheit bei Caesar. Sein Sohn Gaius Pompeius hatte bei einem Angriff auf Oricum alle Schiffe Caesars zerstört, so dass dieser keinen Nachschub mehr über das Meer zu erwarten hatte.
Daraufhin schickte er Calvinus mit der XI. und XII. Legion und einem Teil der Reiterei Richtung Thessalien, um dort den aus Syrien erwarteten Metellus Scipio aufzuhalten und selbst seine Versorgungslage zu entspannen. Pompeius war weit überlegen, setzte aber auf eine Strategie des Aussitzens und wollte Caesar aushungern.

## Die Schlacht

### Pompeius zögert – Wettlauf nach Dyrrhachium
Caesar folgte ihm, und bei Asparagium (in der Nähe Dyrrhachiums) traf er auf das gegnerische Lager. Am nächsten Tag ließ er seine Truppen Aufstellung nehmen und bot Pompeius somit erstmals eine Schlacht an. Pompeius blieb in seinem Lager und nahm die Schlacht nicht an.
Als Caesar feststellen musste, dass Pompeius in seinen Stellungen sitzen blieb, umging er am nächsten Tag das Lager auf Umwegen und schwer begehbaren Straßen und versuchte Dyrrhachium zu erreichen. So wollte er Pompeius entweder zum Rückzug hierher bringen oder sogar ihn von dieser Stadt abschneiden, die ja sein größtes Nachschublager bedeutete.
Da Caesar in entgegengesetzte Richtung abgezogen war, vermutete Pompeius zuerst Nachschubmangel. Doch als ihm seine Späher berichteten, welchen Weg er nun doch eingeschlagen hatte, marschierte er wieder einmal in Eilmärschen nach Dyrrhachium. Diesmal gewann Caesar. Am frühen Morgen erreichte er die Stadt, gerade als Pompeius’ Vorhut in der Ferne ebenfalls anrückte, und schlug sein Lager auf.

### Blockade bei Petra

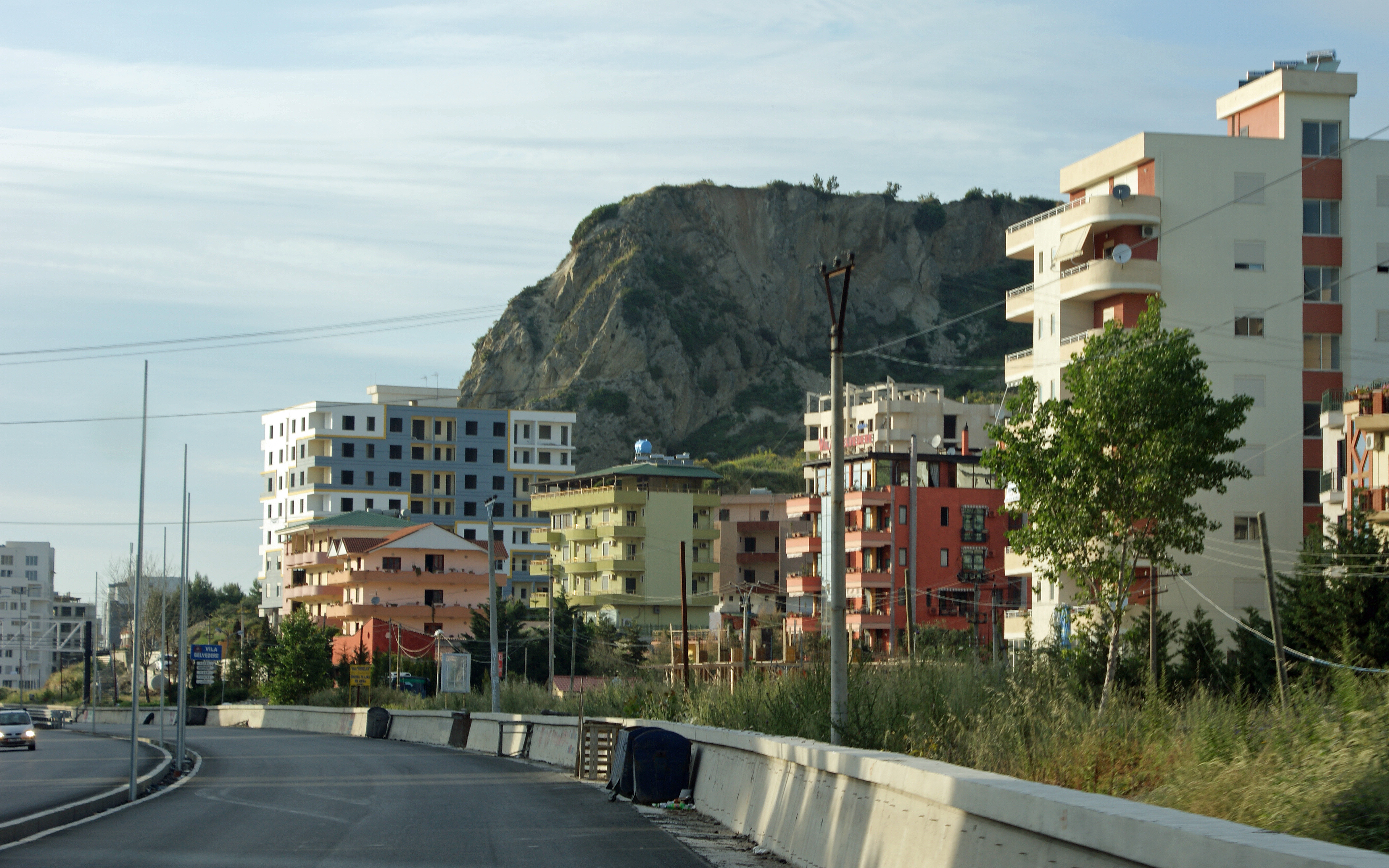
Der Felsen Shkëmbi i Kavajës heute

Pompeius war somit von Dyrrhachium abgeschnitten und schlug auf einer Anhöhe namens Petra (heute Shkëmbi i Kavajës genannt) sein Lager auf. Diese Position ermöglichte es ihm wenigstens, einen leidlichen Ankerplatz für Schiffe zu haben und sich so über das Meer versorgen zu können. Beide richteten sich auf eine Belagerung ein. Während Pompeius seinen Nachschub über die Flotte organisierte, schaffte Caesar Nachschub aus Epirus und aus dem Norden heran. Doch er stand unter Zugzwang, nachdem der Nachschub nicht ausreichend war.
Die Anhöhe Petra war von einer Hügelkette umgeben, die Caesar nun mit befestigten Stellungen sicherte. Dann begann er, diese Stellungen untereinander zu verbinden. Langsam wurde Pompeius eingeschlossen.
Damit versuchte Caesar drei Dinge zu erreichen: Erstens ermöglichte ihm diese Situation, von allen Seiten ungefährdet Nahrung und Nachschub zuzuführen, zweitens konnte er dadurch die große Reiterei der Gegner handlungsunfähig machen und das Futterholen einschränken bzw. unterbinden und drittens gab ihm das auch die Möglichkeit, Pompeius’ Ansehen bei den mit ihm verbündeten Völkern und Herrschern zu untergraben, da er sich von einem kleinen Heer einschließen ließ und die Schlacht ablehnte.
Pompeius wollte sich vom Meer und von Dyrrhachium nicht entfernen, weil hier sein gesamtes Kriegsgerät, Geschosse, Waffen und Wurfmaschinen gelagert waren und er den gesamten Nachschub für das Heer über diesen Hafen organisiert hatte.
Es ist nun äußerst fraglich, warum Pompeius in dieser Situation nicht wenigstens seine große Reiterei wegschickte, um zum einen von deren Versorgung befreit zu sein, und, fast noch wichtiger, um in Caesars Rücken dessen Nachschub zu stören und die Verbündeten anzugreifen. Bei Petra nutzte sie ihm überhaupt nichts.
Die Einschließung hätte er nun nur durch eine Entscheidungsschlacht verhindern können, doch offenbar hatte er andere Pläne. So blieb ihm vorerst nichts weiter übrig, als selbst Hügel für Hügel zu besetzen und zu befestigen, um Caesars Truppen soviel Land wie möglich abzunehmen. Dies gelang ihm ganz gut, denn er errichtete 24 befestigte Stützpunkte um ein Gebiet von ca. 15 Meilen im Umfang. Das ließ ihm genug Raum zum Futterholen durch die pabulatores; es gab hier genug Felder und Platz, um die Pferde weiden zu lassen.
Genauso wie die Caesarianer außen ihre Stützpunkte miteinander verbanden, begann nun auch Pompeius selbiges im inneren Ring. Diesen Wettlauf gewann wieder Pompeius, zahlenmäßig überlegen und mit der kürzeren Strecke. Die Eingeschlossenen benutzen diesen Vorteil dazu, die Arbeiten der Caesarianer immer wieder zu stören. Anfangs mit Bogenschützen und Schleuderern kam es in der Folge immer wieder zu kleineren Scharmützeln.

### Scharmützel und Befestigungsbau
Caesar versuchte, Pompeius so eng wie möglich einzuschließen, und so kam es auch zu Gefechten um einzelne Stellungen: Die IX. Legion hatte eine pompeianische Stellung erobert und begann diese zu befestigen. Pompeius musste handeln und begann von umliegenden Anhöhen die Arbeiten zu behindern. Den Angriff eröffneten Bogenschützen und Schleuderer, welche die Stellung einschlossen, unterstützt von leichter Infanterie. Dazu kam der Beschuss durch Wurfmaschinen. Die Caesarianer mussten gleichzeitig kämpfen und arbeiten, viele wurden verwundet. Caesar befahl den sofortigen Rückzug. Dieser wurde durch das intensive Nachsetzen der Pompeianer vereitelt.
Pompeius soll sich vor seinen Leuten gerühmt haben: „Schimpft mich einen nichtsnutzigen Feldherrn, wenn der Gegner es schafft, sich hier ohne große Verluste zurückzuziehen, wo er sich so leichtsinnig hierher begeben hat.“
Die IX. bekam Befehl, den Rückzugsweg unzugänglich zu machen, um die Angriffe beim Zurückweichen zu verhindern, und sich dann abzusetzen. Die Pompeianer griffen die sich Zurückziehenden nun umso hartnäckiger an. Antonius, der Befehlshaber der Legion, ließ seine Leute anhalten, und einen Gegenangriff starten. Die Legionäre formierten sich und stürmten die Anhöhe erneut. Dabei jagten sie nun die Pompeianer vor sich her, zwangen sie zur Flucht und töteten viele.
Nun konnten sie sich ohne Behinderung zurückziehen und brachten die Schanzarbeiten auf einer nebenliegenden Anhöhe zu Ende.

### Ungewöhnliche Kriegführung
Diese Art der Kriegführung war in vielerlei Hinsicht neu. Die Größe des Kriegsschauplatzes und die Zahl der befestigten Stellungen, die Menge der Befestigungslinien und natürlich auch diese ganze Belagerungsweise.
Ein Gesichtspunkt aber war vollkommen ungewöhnlich: Normalerweise wurde bisher immer ein niedergeschlagener, unterlegener oder schwacher Gegner belagert. Der Zweck war in der Regel, den Gegner von der Versorgung abzuschneiden, auszuhungern und zum Aufgeben zu bringen.
Hier hingegen umschloss Caesar frische, unverbrauchte Truppen, die alles im Überfluss hatten, mit einer weit geringeren Zahl von Truppen. Täglich trafen Schiffe mit Nachschub für Pompeius ein, während Caesar Mangel an allem hatte. Die Soldaten gaben sich selbst mit Gerste und Hülsenfrüchten zufrieden und entdeckten eine Wurzelart, Chara, die mit Milch vermischt zu Brot gebacken und gegessen wurde.
Als Pompeius diese aus Chara gebackenen Brote sah, kam er auf den Vergleich mit den „wilden Tieren“ …
Caesars Legionäre hingegen hatten die Hoffnung auf Beendigung ihrer Not, da das Getreide im Hinterland zu reifen begann. „Lieber ernähren wir uns von Baumrinde, als Pompeius entwischen zu lassen.“
Durch Überläufer erfuhr man, dass auch bei Pompeius mittlerweile nicht alles zum Besten stand. Alles Vieh war bereits verendet, und die Pferde konnte man nur noch mit Not am Leben halten. Der Gesundheitszustand der Legionäre war besorgniserregend, durch die beengten Verhältnisse, den Gestank der Kadaver und die anstrengenden Schanzarbeiten, welche die Pompeianer nicht gewohnt waren. Caesars Legionäre scherzten gerne, dass sie erst einen Berg umsetzen müssten, bevor Caesar sie kämpfen ließe …
Doch besonders setzte den Eingeschlossenen der Wassermangel zu. Caesar hatte alle Flüsse und Bäche, die dort zum Meer flossen, ableiten oder stauen lassen, so dass man in Senken und Sümpfen umständlich nach Wasser graben musste.
Beide Seiten erfanden immer neue Methoden der Kriegführung. So näherten sich Bogenschützen nachts den Lagerfeuern und schossen mit Pfeilen in Richtung der Lagerplätze. Das Ergebnis war, dass man an einer Stelle Feuer machte, an anderer aber lagerte.
Zusätzlich kam es immer wieder zu Gefechten um einzelne Kastelle. Bei einem dieser Ereignisse scheint Publius Sulla die Gelegenheit verpasst zu haben, den Krieg zu entscheiden. Diese Stelle ist im „Bürgerkrieg“ selbst nicht erhalten geblieben. Caesar selbst war zu einem Angriff auf Dyrrhachium abgerückt und hatte Sulla den Oberbefehl über die Belagerungsanlagen übertragen. Bei einem massiven Angriff auf ein Kastell durch Pompeius selbst kam Sulla der angegriffenen Kohorte zu Hilfe. Schnell zog er Truppen in der Stärke von ca. zwei Legionen zusammen und schlug die Angreifer problemlos zurück. Dieser Rückzug verwandelte sich in eine heillose Flucht, doch statt nachzusetzen, gab sich Sulla mit dem Erreichten zufrieden. Pompeius sammelte mühevoll die Truppen und verschanzte sich auf einem Hügel. Er ließ diesen fünf Tage lang befestigen, führte die Truppen dann aber doch zurück hinter die Wälle des eigenen Lagers.
Mit etwas energischerem Nachsetzen hätte Sulla die Pompeianer schlagen und wohl sogar vernichten können. Hier ließ er die gleiche Gelegenheit vorübergehen wie bald auch Pompeius. Caesar machte ihm aber keinen Vorwurf, da sich Publius Sulla an seine Befehle gehalten hatte, und auch hier ein Hinterhalt im Bereich des Möglichen gelegen hätte.
Zur selben Zeit hatte Pompeius auch an anderen Stellen angreifen lassen, um so die Feinde zu zersplittern, unterlag jedoch jedes Mal. Dabei konnte sich besonders der Centurio Scaeva auszeichnen, was bei zahlreichen Schriftstellern erwähnt wird. So hatte Volcacius Tullus seine Stellung mit drei Kohorten gegen eine ganze Legion verteidigt und diese sogar vertrieben, und an anderer Stelle stürmten Germanen plötzlich aus den Verschanzungen hervor und griffen die anrückenden und nicht vorbereiteten Pompeianer an, töteten viele und vertrieben sie.
Caesar hatte zur selben Zeit drei erfolglose Angriffe auf Dyrrhachium unternommen und brach dieses Unternehmen daraufhin ab.

### Verrat
In den nun folgenden Tagen führte er sein Heer immer wieder in den Raum zwischen den Befestigungsanlagen und ließ es Aufstellung zur Schlacht nehmen. Nach den zahlreichen Offensiven gegen seine Stellungen hatte Caesar die Hoffnung, dass Pompeius nun endlich die Entscheidung suchen würde.
Dieser, durch öffentliche Meinung beeinflusst und um seinen Ruf besorgt, ließ seine Legionen ebenfalls aufmarschieren, aber so, dass sie direkt an den Wällen Aufstellung nahmen und durch Wurfmaschinen, Schleuderer und Bogenschützen geschützt waren. Zu einer Schlacht kam es nicht; Pompeius hatte sein Gesicht wenigstens etwas gewahrt und Caesar vermied es, diese Aufstellung anzugreifen.
Doch die Lage für Pompeius´ Reiterei wurde immer dramatischer. Er musste unbedingt handeln und einen Ausbruch erzwingen. Diesmal hatte er Glück; der Zufall kam ihm zu Hilfe, oder besser gesagt: Verrat. Anscheinend der einzige Seitenwechsel in Richtung Pompeius sollte für Caesar schlimme Folgen haben.
Zwei Allobrogern (Kelten), die lange Jahre unter Caesar schon in Gallien verdienstvoll gedient hatten, wurde Unterschlagung nachgewiesen. Obwohl Caesar eine Entscheidung und Verurteilung vertagte und sie anscheinend sogar weiterhin in Amt und Würden lassen wollte, flohen sie zu Pompeius.
Der Grund war wohl die Verachtung, die ihnen durch die Truppen entgegengebracht wurde, als die Sachlage ans Licht kam, die Scham über das eigene Vergehen und die Befürchtung, dass Caesar sie doch noch bestrafen würde.
Bei Pompeius wurden sie mit offenen Armen empfangen, da sie aufgrund ihrer Stellung Kenntnis aller Verteidigungsanlagen Caesars hatten. Sie konnten genaue Auskunft geben, an welchen Stellen die Befestigungen fehlerhaft oder unvollständig waren, kannten die zeitlichen Abläufe und die räumliche Verteilung sowie die unterschiedliche Sorgfalt der Wachmannschaften.

### Pompeius’ Angriff
Schnell war die geeignetste Stelle ausgemacht, die sich für den geplanten Angriff anbot. Die am weitesten vom Hauptlager entfernte Stellung hatte zwar einen befestigten Wall gegen den Feind – ein Graben von 15 Fuß Breite und einen Palisadendamm von 10 Fuß Höhe und 15 Fuß Breite – doch ein zweiter Wall zum Meer hin war nur unvollständig. Diesen hatte Caesar erst in den letzten Tagen beginnen lassen, in Entfernung von 600 Fuß vom Ersten, mit entgegengesetzter Richtung, um einen Angriff von See her zu verhindern. Dort standen Teile der IX. Legion unter dem Kommando des Quästors Lentulus Marcellinus.
Pompeius ließ Schanzwerk zusammentragen und Flechtwerk als Schutz gegen Geschosse anfertigen. Dieses Material ließ er in der Nacht mit Bogenschützen und leichter Infanterie auf Schiffe bringen. Er selbst zog insgesamt 60 Kohorten zusammen und rückte mit diesen gegen die oben beschriebene Stellung vor. Gleichzeitig ruderten die Schiffe um die Stellung herum und landeten die Truppen  am Strand an.
Pompeius griff die Stellung mit starkem Beschuss an, füllte die Gräben auf und schaffte Leitern und Belagerungsgerät heran. Gegen Steine, die einzigen Wurfgeschosse, welche die Caesarianer hatten, schützten sie die Flechtwände. Die Caesarianer gerieten immer mehr in Bedrängnis und konnten nur mit Mühe die Stellung halten. Die von den Schiffen anlandenden Pompeianer fielen nun der IX. Legion durch die Lücken in den Befestigungen hindurch in den Rücken. Sie wurde aus den Stellungen getrieben und zur Flucht gezwungen.
Marcellinus schickte weitere Kohorten zu Unterstützung, als er vom Angriff Kenntnis erhielt, doch konnten diese weder die Fliehenden aufhalten, noch waren sie den nachsetzenden Gegnern selbst gewachsen. Alles, was an Truppen entgegengeworfen wurde, vermehrte nur die Panik, da die Furcht auch auf die frischen Truppen übergriff und die Rückzugswege durch die Menschenmassen verstopft waren. Der Legionsadler konnte nur mit Mühe und unter Verlust sämtlicher Centurionen der ersten Kohorte gerettet werden.
Pompeius rückte immer weiter vor und näherte sich dem Lager des Marcellinus. Daraufhin ließ Marcus Antonius vom nächsten Abschnitt her 12 Kohorten heranmarschieren. Sein Erscheinen verunsicherte die Angreifer, die nicht wussten, wie massiv die anrückende Hilfe war, und Antonius schaffte es, die Flucht der IX. Legion zu stoppen und sie neu zu formieren.

### Gegenangriff Caesars
Als Caesar mit weiteren Verstärkungen eintraf, musste er feststellen, dass Pompeius längs des Meeres ein Lager aufgeschlagen hatte. So konnte er ungehindert Nahrung holen und hatte freien Zugang zu den Schiffen. Das Spiel begann von neuem, er baute ebenfalls ein Lager ganz in der Nähe und befestigte es.
Ungefähr 500 Schritte von Pompeius Lager lag ein Kastell, das seit einigen Tagen leer stand und nun wieder von pompeianischen Truppen besetzt wurde. Deren Stärke belief sich auf etwa eine Legion.
Dieses Kastell war schon bei verschiedenen Auseinandersetzungen umkämpft gewesen und im Unterschied zu vielen anderen durch mehrere Ausbauten wie eine Burg mit einer inneren Zitadelle aufgebaut, also mit einem größeren äußeren und mit einem kleineren eingeschlossenen Wall. Diese Befestigung war von Wald umgeben und nahe am Strand gebaut.
Caesar setzte alles auf eine Karte, um die erlittene Niederlage wieder gut zu machen. Zwei Kohorten ließ er im Lager zurück und weiter schanzen, um so den Eindruck zu erwecken, man würde weiter am Lager bauen. Mit dem Rest der versammelten Truppen, 33 Kohorten, griff er das Kastell an.
Der Versuch, die Besatzung zu überwältigen, schlug fehl. Sie leistete heftigen Widerstand und zog sich, wenn auch unter schweren Verlusten, in die innere Zitadelle zurück. Diese Stellung konnten sie halten.
Caesar hatte seine Angriffstruppen in zwei Flügel geteilt. Mit dem linken Flügel griff er direkt dieses Kastell an, der rechte sollte die Stellung umgehen und von der anderen Seite Tor und Wälle einnehmen. Diese aber irrten sich in Richtung und Entfernung und stießen beim Vorrücken durch den Wald auf den Wall des pompeianischen Lagers.

### Panische Flucht – Pompeius’ Versäumnis
Ein simples „Verlaufen“ war Ursache dafür, dass Pompeius nun gewarnt war. Die Caesarianer griffen an in der Annahme, es handele sich um das Kastell. Auch hier hatten sie anfangs Erfolg, konnten die Wälle einnehmen und einreißen und drangen in das Lager ein. Ihnen folgte die gesamte Reiterei.
Pompeius handelte, zog die hier arbeitenden fünf Legionen zusammen und ging zum Gegenangriff über. Gleichzeitig schickte er seine Kavallerie gegen die anrückenden caesarianischen Reiter.
Nun gerieten Caesars Truppen in schwere Bedrängnis, denn auch die Besatzung der Zitadelle bemerkte die Angreifer und ging ihrerseits zum Angriff auf die Belagerer über, um sich mit den eigenen Truppen zu vereinigen.
Richtig verschlimmert wurde die Situation nun durch die Reiterei Caesars. Bedrängt von der überlegenen gegnerischen Kavallerie und aus Angst, eingeschlossen zu werden und sich nicht mehr zurückziehen zu können, begann diese zu fliehen. Der gesamte rechte Flügel folgte ihnen bis zu den erstürmten Wällen des pompeianischen Lagers, die sie vorher eingerissen hatten. Doch hier hielten sie nicht die Stellung, sondern sprangen panisch von den Wällen in den Graben. Ein großer Teil der Soldaten wurde dabei nicht von den Feinden getötet, sondern von den eigenen Leuten niedergetrampelt.
Der linke Flügel, zum einen durch den Gegenangriff der Zitadellenbesatzung überrascht, zum anderen durch die Flucht des eigenen rechten Flügels verunsichert, fürchtete nun, ebenfalls abgeschnitten zu werden, und wandte sich zur Flucht. Somit entwickelte sich eine Massenflucht, gegen die Caesar machtlos war.
Dass hier Caesars Heer nicht vernichtend geschlagen wurde, liegt an Pompeius’ Reaktion. Dieser befürchtete einen Hinterhalt und wagte es nicht, bis zu den Befestigungswällen vorzurücken, nachdem er gerade noch seine Leute von dort fliehen gesehen hatte. Nicht einmal seine Reiter konnten den Durchgang benutzen, da hier noch Caesarianer standen, die nicht abrücken konnten, nachdem der Fluchtweg hinter ihnen durch die fliehenden Soldaten versperrt war.
Pompeius muss man den Umstand zugutehalten, dass er keine Kenntnis von der panischen Flucht der Gegner und somit auch keinen Grund hatte, energisch nachzusetzen.

## Folgen
Caesar verlor an diesem Tag etwa 1000 Legionäre. Dabei wurden die meisten nicht vom Feind getötet, sondern wurden von den eigenen Kameraden niedergetrampelt. Was die Sache für ihn so schlimm machte, war der Umstand, dass unter den Toten mehrere namhafte Ritter (equites), fünf Militärtribunen und – besonders schlimm – 32 Centurionen waren. Andererseits ließ Labienus die gefangenen Caesarianer, unter höhnischen Bemerkungen, grausam hinrichten.
Pompeius ließ sich zum Imperator ausrufen und feierte „seinen“ Sieg. Die Ereignisse führten bei den Truppen zu einer Hochstimmung und zu Überheblichkeit. Man dachte nicht daran, die Feinde zu verfolgen, oder wie man weiter vorgehen wollte, wie man dem Krieg ein Ende setzen konnte. Man fühlte sich schon als Sieger.
Es gab keinerlei Überlegungen, wodurch dieser Sieg zustande gekommen war oder dass man ihn nicht vollendet hatte.
Caesar zog sich nach Thessalien zurück. Es folgte im August die Schlacht bei Pharsalos, bei der Pompeius unterlag.